# Col d'Iratzabaleta
Le col d'Iratzabaleta est un col de montagne situé au-dessus de Larrau en Haute-Soule dans le département des Pyrénées-Atlantiques.

## Géographie

### Topographie
Il se situe à la limite des bassins de l'Irati et du Saison. On y accède depuis les chalets d'Iraty.
Le col est adossé au pic des Escaliers (1 423 m).